# ジョン・ドーソン (初代ポータリントン伯爵)
初代ポータリントン伯爵ジョン・ドーソン（英語: John Dawson, 1st Earl of Portarlington PC (Ire)、1744年8月23日 – 1798年11月30日）は、アイルランド王国の貴族、政治家。アイルランド庶民院議員（在任：1768年 – 1779年）を務めた。

## 生涯
初代カーロウ子爵ウィリアム・ヘンリー・ドーソンと妻メアリー（Mary、旧姓デイマー（Damer）、1769年6月2日没、ジョセフ・デイマーの娘）の長男として、1744年8月23日に生まれた。1757年7月から1763年までイートン・カレッジに通った後、1763年11月9日にケンブリッジ大学トリニティ・カレッジに入学したが、卒業しなかった。
1766年にポータリントン選挙区でアイルランド庶民院議員に選出されたあと、1768年にクイーンズ・カウンティ選挙区に鞍替えして再選、1776年にも再選した。
1779年8月22日に父が死去すると、カーロウ子爵位を継承、同年10月12日にアイルランド貴族院議員に就任した。同年から1798年までクイーンズ・カウンティ総督の1人を務めた。1785年6月21日にアイルランド貴族であるクイーンズ・カウンティにおけるポータリントン伯爵に叙され、同年7月19日にポータリントン伯爵としてアイルランド貴族院議員に就任した。1795年1月4日、アイルランド枢密院の枢密顧問官に任命された。
1798年にダブリンに向かう道中、11月30日にティロン県オークナクロイで死去、クイーンズ・カウンティのイモで埋葬された。長男ジョンが爵位を継承した。

## 家族
1778年1月1日、キャロライン・ステュアート（1750年5月 – 1813年1月20日、第3代ビュート伯爵ジョン・ステュアートの娘）と結婚、5男4女をもうけた。
- ジョン（1781年2月26日 – 1845年12月28日） - 第2代ポータリントン伯爵[2]
- キャロライン・エリザベス（1782年3月21日[4] – 1861年2月16日） - 1801年2月4日、初代コングルトン男爵ヘンリー・パーネル（英語版）と結婚[5]
- ルイーザ・メアリー（1783年9月7日 – 1845年8月18日） - 1829年2月2日、ウォルター・デイヴェンポート・ブロムリー（Walter Davenport）と結婚[4]
- ハリエット（1784年10月9日 – 1827年12月16日） - 1813年5月4日、ヘンリー・デイヴィッド・アースキン閣下（Hon. Henry David Erskine）と結婚[4]
- ヘンリー（1786年7月19日 – 1841年5月27日） - 海軍大佐。1829年3月14日に姓をドーソン＝デイマーに改めた。1813年5月20日、イライザ・モリアーティ（Eliza Moriarty、1857年6月12日没、エドマンド・ジョシュア・モリアーティの娘）と結婚、子供あり。第3代ポータリントン伯爵ヘンリー・ドーソン＝デイマーの父[5]
- ジョージ・ライオネル（英語版）（1788年10月28日 – 1856年4月14日） - 陸軍大佐。1825年、メアリー・ジョージアナ・エマ・シーモア（Mary Georgiana Emma Seymour、1848年10月30日没、ヒュー・シーモア卿（英語版）の娘）と結婚、子供あり。第4代ポータリントン伯爵ライオネル・ドーソン＝デイマーの父[5]
- ライオネル・チャールズ（1790年5月7日 – 1842年2月25日） - 1820年9月15日、エリザベス・エミリー・ニュージェント（Elizabeth Emily Nugent、1863年9月6日没、第7代ウェストミーズ伯爵ジョージ・ニュージェント（英語版）の娘）と結婚、子供あり[5]
- ウィリアム・マッケンジー（1793年 – 1859年2月16日） - 1820年、ペイシェンス・スコット（Patience Scott、1821年没）と結婚。1827年、ルイーザ・フランシス・ライト（Louisa Frances Wright、1847年6月24日没、S・T・ライトの娘）と再婚、子供あり。1856年5月20日、ジュリア・ホプキンソン（Julia Hopkinson）と再婚[5]
- アンナ・マリア（1793年以降[4] – 1866年12月12日[5]）